# Kupaći kostim
Kupaći kostim odjevni je predmet dizajniran da ga nose ljudi, koji se bave aktivnostima na bazi vode ili sportovima na vodi, poput: plivanja, ronjenja i surfanja ili aktivnostima orijentiranim na sunce, poput kupanja i sunčanja. 
Muškarci, žene i djeca mogu nositi različite vrste kupaćih kostima i kupaćih gaća. Kupaći kostim može se nositi kao sportska odjeća u sportovima, koji to zahtijevaju kao što su: skijanje na vodi, ronjenje, surfanje i wakeboarding. Kupaći kostimi također se mogu nositi za isticanje fizičkih osobina nositelja, kao u slučaju natjecanja ljepote ili natjecanja u bodybuildingu, te za glamurozne fotografije i časopise.
Dostupan je vrlo širok raspon stilova modernih kupaćih kostima, koji se razlikuju po pokrivenosti tijela i materijalima. Izbor stila može ovisiti o standardima zajednice, kao i o trenutnoj modi i osobnim preferencijama. Odabir će također uzeti u obzir prigodu, na primjer hoće li se nositi za pasivnu prigodu poput sunčanja ili za aktivnost poput surfanja ili natjecanja u kupaćim kostimima. 
Sintetička vlakna (eng. rayon) počela su se koristiti 1920-ih u proizvodnji kupaćih kostima, ali njihova se izdržljivost, osobito kad su mokra, pokazala problematičnom, ponekad su se također koristili jersey i svila. Tridesetih godina 20. stoljeća razvijali su se i koristili novi materijali za kupaće kostime, osobito lateks i najlon, a kupaći kostimi postupno su počeli biti uz tijelo, posebno ženski. Neke su se tvrtke počele fokusirati na reciklirane materijale za svoje kupaće kostime. Oni surađuju s tvrtkama koje pretvaraju korištenu plastiku u tekstilne komponente.